# 九龍巴士95線
九龍巴士95線是香港一條來往翠林及九龍站的日間巴士路線。

## 歷史
- 1989年1月10日：95線前身95K開辦，來往翠林及旺角火車站（現旺角東站），當時翠林巴士總站尚未啟用，因此總站設於翠琳路路旁。往翠林方向取道近馬游塘村的翠琳路下山。
- 1989年3月19日：遷入位於翠林商場地下的翠林巴士總站，來回程均取道康盛花園一段的寶琳路。
- 1990年4月1日：政府容許開辦新界區直達南九龍的巴士路線，本線的九龍總站延長至佐敦道碼頭，並改編號為95，繼81C線後，成為新界東第二條在放寬公共交通協調政策後直達南九龍的巴士路線。
- 1995年5月7日：配合九巴13線停辦，增設由龍翔道往佐敦的分段收費$2.7（當時仍是全熱，一般新界來往市區路線在九龍區是不會如此早有較便宜的分段）。
- 1996年4月4日：九巴加價，全程車費增至$4.4。
- 1997年12月1日：九巴加價，同時增派空調巴士行走，空調全程收費為$6.5，非空調全程收費為$4.7。
- 1998年3月1日：來回繞經秀茂坪秀明道，使本線客量再度增加。
- 2003年2月23日：佐敦道碼頭巴士總站停用，總站遷往佐敦（匯翔道）巴士總站。
- 2007年9月15日：全線以空調巴士行走，全程收費改為$6.1。
- 2008年6月8日：九巴加價，全程車費增至$6.4。
- 2009年12月20日：本線總站由佐敦（匯翔道）巴士總站遷往佐敦（渡華路）巴士總站，以配合廣深港高速鐵路西九龍總站工程。
- 2011年5月15日：九巴加價，全程車費增至$6.7。
- 2013年3月17日：九巴加價，全程車費增至$7.1。
- 2014年7月6日：九巴加價，全程車費增至$7.4。
- 2015年3月21日：增設到站時間預報。[2]
- 2018年9月17日：九龍區總站由佐敦（渡華路）巴士總站遷往西九龍站巴士總站[3]。
- 2021年7月1日：往翠林方向「采頤花園」站移至四美街與太子道東交界的原位置，「景泰街」站及「彩虹邨」站取消。[4]
- 2022年7月24日：九龍區總站由西九龍站巴士總站延長至九龍站公共運輸交匯處。[5]
  - 往九龍站方向原有路線到達佐敦道後，經雅翔道（南行）、迴旋處、雅翔道（北行）前往九龍站，佐敦道「柯士甸站」及雅翔道「雅翔道（西區海底隧道）」站。
  - 往翠林方向經雅翔道、柯士甸道西、廣東道返回佐敦道及原有路線；增停雅翔道「雅翔道（環球貿易廣場）」及廣東道「柯士甸站」站，並取消佐敦道「西九龍站」站。

## 服務時間及班次
| 翠林開           | 翠林開      | 翠林開       | 九龍站開         | 九龍站開     | 九龍站開     |
| 日期             | 服務時間    | 班次（分鐘） | 日期             | 服務時間     | 班次（分鐘） |
| ---------------- | ----------- | ------------ | ---------------- | ------------ | ------------ |
| 星期一至五       | 05:45-06:30 | 15           | 星期一至五       | 06:15        | 06:15        |
| 星期一至五       | 06:30-07:20 | 12/13        | 星期一至五       | 06:45-15:55  | 25           |
| 星期一至五       | 07:20-07:50 | 15           | 星期一至五       | 15:55-17:55  | 20           |
| 星期一至五       | 07:50-12:10 | 20           | 星期一至五       | 18:10、18:25 | 18:10、18:25 |
| 星期一至五       | 12:10-23:50 | 25           | 星期一至五       | 18:45-00:10  | 25           |
| 星期六           | 05:45-06:45 | 20           | 星期六           | 06:15-13:45  | 25           |
| 星期六           | 06:45-09:45 | 15           | 星期六           | 13:45-20:25  | 20           |
| 星期六           | 09:45-13:25 | 20           | 星期六           | 20:25-00:10  | 25           |
| 星期六           | 13:25-23:50 | 25           |                  |              |              |
| 星期日及公眾假期 | 05:45-08:40 | 25           | 星期日及公眾假期 | 06:15-00:10  | 25           |
| 星期日及公眾假期 | 08:40-14:20 | 20           |                  |              |              |
| 星期日及公眾假期 | 14:20-23:30 | 25           |                  |              |              |
| 星期日及公眾假期 | 23:50       |              |                  |              |              |

## 收費
全程：$8.1
- 翠林邨往馬游塘村或之前：$5.6
- 寶達邨往九龍站：$7.9
- 彩虹邨丹鳳樓往九龍站：$5.8
- 彩雲聖若瑟小學往翠林邨：$6.8
- 安達臣道往翠林邨：$5.6

| - 本線設有12歲以下小童及65歲或以上長者半價優惠。 - 65歲或以上香港居民使用「樂悠咭」，以及12歲以下合資格殘疾兒童使用「殘疾人士身份」個人八達通繳付車資，均可享有每程$2.0或半價（以較低者為準）的票價優惠；12至64歲合資格殘疾人士使用「殘疾人士身份」個人八達通（包括「樂悠咭」），以及60至64歲香港居民使用「樂悠咭」繳付車資，均可享有每程$2.0或全費（以較低者為準）的票價優惠。 - 65歲或以上長者如使用長者或一般個人八達通繳付車資，則只可享有半價優惠；12至64歲合資格殘疾人士如不使用「殘疾人士身份」個人八達通，以及60至64歲人士如不使用「樂悠咭」繳付車資，必須繳付全費。 - 乘客可以現金或八達通於上車時付款，不設找續。 - 每位成人乘客可免費攜帶最多兩名4歲以下而不佔座位的兒童乘客乘車，超額之4歲以下小童必須繳付小童車費乘車。 - 持有「九巴月票」之乘客在車票有效期內，每日可享最多10程任何九龍巴士及龍運巴士路線（包括本路線，以及聯營路線的九龍巴士／龍運巴士提供的班次；惟乘搭機場「A」及「NA」線則可享原價二七折優惠（不會計算每天10次合資格車程））；而B1線則每日可享最多各2程（不會計算每天10次合資格車程）。 - 九龍巴士、城巴、龍運巴士及陽光巴士全職員工及家屬（不包括外判職員）可免費乘搭本路線，惟必須拍職員或職員家屬八達通。 - 乘客亦可透過多元化電子支付系統（e度嘟）繳付車資，包括使用非接觸式VISA卡、JCB卡、萬事達卡、銀聯卡、美國運通、大來國際、Discover Card、Apple Pay、Google Pay、Samsung Pay、AlipayHK「易乘碼」、支付寶、WeChatHK／微信支付「搭車碼」、銀聯雲閃付「乘車碼」及BOC Pay「乘車碼」。乘客使用此付款方式，使用此支付方式的乘客可享有中途下車之分段收費，以及與其他九巴／龍運獨營路線或聯營線九巴／龍運班次之轉乘優惠，惟不適用於與非九巴／龍運路線之轉乘優惠，亦不能享有「公共交通費用補貼計劃」及「長者及合資格殘疾人士公共交通票價優惠計劃」。 - 帶粗體字者為雙向分段收費，乘客必須使用八達通（九巴月票除外）上車拍卡繳費，並於下車前後於指定巴士站裝設拍卡機確認八達通，方可享有分段收費優惠。 |

### 八達通轉乘優惠
乘客登上本線後150分鐘內以同一張八達通卡轉乘以下路線，或從以下路線登車後150分鐘內以同一張八達通卡轉乘本線，次程可獲$4.2車資折扣優惠：
95←→將軍澳路線
- 95往翠林 → 91M、91P、291P、296M或298、298E、298F
- 91M、296M或298E → 95往九龍站

接駁九巴91M線須步行或轉乘來往翠林至寶琳或坑口（於彩雲邨轉乘無須步行）。
接駁九巴298E線須步行或轉乘來往翠林至坑口。
95←→九龍路線
- 95往九龍站 → 1、1A、6或7往尖沙咀碼頭、213B、213M、213S往安達/安泰、203C往大坑東
- 1往竹園邨、1A往中秀茂坪、6往荔枝角、7樂富 →或203C往尖東（麼地道） 95往翠林

## 使用車輛
本線現時使用10輛富豪B9TL 12米（AVBWU）及1輛亞歷山大丹尼士Enviro 500 MMC 12米（E5T）空調巴士行走。平日下午繁忙時間不時需要柯打213M線。
| 車隊編號 | 車牌   |
| -------- | ------ |
| AVBWU41  | PK2713 |
| AVBWU70  | PV3533 |
| AVBWU103 | PW2641 |
| AVBWU109 | PW3932 |
| AVBWU121 | PX1134 |
| AVBWU124 | PX2107 |
| AVBWU130 | PX4962 |
| AVBWU166 | PX9577 |
| AVBWU240 | RG4278 |
| AVBWU286 | RK3412 |
| E5T18    | TJ9247 |

此路線不時出現 Enviro 500 (ATE，ATEU) 及 Enviro 500 MMC (ATENU) 

## 行車路線
翠林開經：翠琳路、寶琳北路、林盛路、康盛花園巴士總站、林盛路、寶琳路、秀茂坪道、曉光街、秀明道、秀茂坪道、順利邨道、新清水灣道、清水灣道、龍翔道、彩虹道、天橋、太子道東、太子道西、彌敦道、佐敦道、迴旋處、雅翔道 (南行)、迴旋處、雅翔道(北行)及車站通道路。
九龍站開經：車站通道路、雅翔道、柯士甸道西、廣東道、佐敦道、彌敦道、亞皆老街、新填地街、旺角道、西洋菜南街、亞皆老街、太子道東、龍翔道、清水灣道、新清水灣道、順清街、順利邨道、秀茂坪道、秀明道、曉光街、秀茂坪道、寶琳路、寶琳北路及翠林路。
具體停站請參考資訊框。

## 使用狀況
本線是秀茂坪前往旺角的主要路線之一。
在四順、彩雲及彩虹，因四順前往旺角的路線如27及42，前者早上繁忙時間在總站出現頂閘，後者就總站坐滿，故本線也可作疏導效果。
惟經常受到九龍城和旺角塞車黑點的影響，加上班次不算頻密，繁忙時間經常出現施卡，客量飄忽。自九巴開辦290/A線後，本線在將軍澳服務範圍狹窄，加上在彩虹至翠林路段比290線迂迴，班次比同時途經彩虹及四順的290A線疏落，加上在四順服務範圍亦不及其深入（本線取順利邨道，而290A途經順安道及利安道），本線部份彩虹及四順至將軍澳乘客流失至該兩線。
本線沿途與不少路線重疊，例如較本線快捷的98C線，但由於該線經常頂閘，加上該線不經秀明道，在秀茂坪只設秀暉樓一站，而且未能服務佐敦一帶；秀茂坪雖然有1A、13D、213D來往旺角，但1A及13D線須繞經觀塘、牛頭角、九龍灣等塞車黑點；213D線則收費較本線昂貴，故本線仍能吸引不少秀茂坪乘客；本線雖然深入佐敦、旺角及油麻地人流較多的地方，但路線相當冗長，須服務四順及彩虹道，加上彩虹道亦有較此線直接，無須途經太子的9及203E競爭；93K線則途經佐敦及油麻地，尾站設於旺角，故對旺角乘客而言吸引力不及本線。
總括而言，使用本線往返旺角的搭客主要都是以秀茂坪、四順、彩虹及彩虹道為主，將軍澳乘客甚少，以流水客為主。
根據歷年巴士路線計劃及相關文件中的資料顯示，此路線載客率如下：
- 2016年：最繁忙的半小時內平均載客率為75%。
- 2018-2019年最繁忙的一小時內載客率為59%。而客流方面，根據乘客量調查 ，繁忙時間有約70%的乘客使用此線來往旺角至翠林。大部分的乘客亦使用繁忙方向的服務（即上午往佐敦；下午往翠林）。相反，於繁忙時間使用非繁忙方向班次（即上午往翠林；下午往佐敦）的乘客卻只有20%。

## 相關事件
- 2021年12月29日，九巴為鼓勵市民享應環保生活，自備水樽及乘搭公共交通工具習慣，搞了一個活動「Bonaqua®️加水站請你搭九巴」，可於2022年1月2日無限次免費乘搭路線95。

## 資料來源
1. 1 2  . 九龍巴士（一九三三）有限公司.   [2024-02-07]. （原始内容存档于2024-02-07） （中文（香港））.
2. ↑  〈http://www.kmb.hk/tc/news/press/archives/news201503192212.html （页面存档备份，存于） 九龍巴士（一九三三）有限公司，100條九巴及龍運路線增設巴士到站時間預報系統〉［新聞稿］，2015年3月21日。
3. ↑   (PDF).   [2018-09-11]. （原始内容存档 (PDF)于2018-09-11）. （页面存档备份，存于）
4. ↑   (PDF).   [2021-06-29]. （原始内容存档 (PDF)于2021-06-29）. （页面存档备份，存于）
5. ↑   (PDF).   [2022-07-19]. （原始内容存档 (PDF)于2022-07-19）. （页面存档备份，存于）

- 郭炳華. . 香港: 80M巴士專門店. 2010年. ISBN 962-8686-95-X.
- 《二十世紀新界（東）區巴士路線發展史》，ISBN 9789628414642，123頁

## 外部連結
- 九巴95線官方網站路線資料 （页面存档备份，存于）
- 681巴士總站 （页面存档备份，存于）
- 縱橫市區的將軍